# Cyclophora trilineata
Cyclophora trilineata là một loài bướm đêm trong họ Geometridae.